# Nemopistha bettoni
Nemopistha bettoni är en insektsart som först beskrevs av Kirby 1900.  Nemopistha bettoni ingår i släktet Nemopistha och familjen Nemopteridae. Inga underarter finns listade i Catalogue of Life.